# Alsózsolca
Alsózsolca (hongrois : Alsózsolca [ˈɒlʃoːʒolt͡sɒ]) est une localité hongroise située dans le comitat de Borsod-Abaúj-Zemplén.

## Histoire
La région est habitée depuis la préhistoire. Dès les Xe-XIe siècles, des Magyars s'étaient installés sur le territoire de l'actuelle Alsózsolca, et la localité existait déjà après l'invasion mongole. La plus ancienne mention écrite de son nom remonte à 1281. À cette époque, un pont en bois, unique passage sur la Sajó en direction de Miskolc, se trouvait ici.
À partir de 1296, le village appartenait à la famille Bánfalvi Bárius, puis passa aux mains de la famille Vay. Chacune de ces familles y fit bâtir une église. La population locale vivait principalement de l'agriculture.
Pendant la Révolution hongroise de 1848-1849, une bataille eut lieu près de la localité, où les troupes hongroises mirent en déroute l'armée russe. Artúr Görgey établit son quartier général dans le village pendant deux jours. L'écrivain Mór Jókai relate ces affrontements le long de la Sajó, mentionnant notamment Lajos Gózon, qu'il immortalise comme le « héros de Zsolca ». Selon son récit, Lajos Gózon, avocat à Pest, alors major dans l'armée révolutionnaire, traversa la Sajó avec une centaine de volontaires le 26 juillet 1849, attaquant par surprise une batterie d'artillerie russe qui, paniquée, se retira.
En 2007, Alsózsolca obtint le statut de ville.

## Population

### Minorités culturelles et religieuses
En 2001, la population d'Alsózsolca était composée à 85 % de Hongrois et à 15 % de Roms, avec également deux résidents slovaques.
Lors du recensement de 2011, 85,8 % des habitants se déclaraient Hongrois, 12,4 % Roms et 0,3 % Allemands, tandis que 14 % n'ont pas déclaré leur appartenance ethnique (en raison des identités multiples, le total peut dépasser 100 %). Concernant la répartition religieuse, 32,1 % étaient catholiques romains, 20,5 % réformés, 3,4 % catholiques grecs, 0,2 % luthériens, tandis que 11,3 % se déclaraient sans religion et 23,6 % n'ont pas répondu.
En 2022, 88,2 % de la population s'identifiait comme Hongroise, 10 % Rom, 0,3 % Allemande, tandis que 0,1 % de la population se déclarait Bulgare, Ruthène, Slovaque ou Roumaine, et 1,8 % d'une autre nationalité étrangère. 11,7 % des habitants n'ont pas répondu.
Concernant l'appartenance religieuse, 25,4 % étaient catholiques romains, 17,6 % réformés, 3,2 % catholiques grecs, 10,5 % chrétiens d'autres confessions, 0,2 % luthériens, tandis que 7,8 % se déclaraient sans religion et 34,8 % des habitants n'ont pas répondu.

## Équipements

### Éducation
Alsózsolca dispose de plusieurs établissements éducatifs, allant de la petite enfance à l'enseignement artistique. La localité compte ainsi une école maternelle avec accueil de jour (2. sz. Napköziotthonos Óvoda), ainsi qu'un établissement combinant crèche et maternelle, la Fekete István Óvoda és Bölcsőde. L'enseignement primaire est assuré par l'école élémentaire Herman Ottó d'Alsózsolca, qui intègre également une école d'arts proposant une formation artistique de base (Alsózsolcai Herman Ottó Általános Iskola és Alapfokú Művészeti Iskola). La ville accueille également une antenne locale de l'école Dr. Ámbédkar (Dr. Ámbédkar Iskola Alsózsolcai Telephelye).

### Réseaux extra-urbains
Alsózsolca est située sur la rive gauche de la Sajó, à 10 km à l'est-sud-est de Miskolc. La localité est pratiquement contiguë à la ville de Felsőzsolca, située au nord, avec laquelle elle est reliée par une ligne de bus locale en provenance de Miskolc.
L'axe principal du village est la route 3606, qui est également desservie par la route secondaire 37 106, reliant la localité à la route principale 37. Alsózsolca est aussi accessible par train : la gare de Felsőzsolca, située entre les deux petites villes, se trouve sur les lignes ferroviaires Miskolc–Hidasnémeti et Budapest–Záhony.
La localité a pour voisine Sajólád, située à 4 km au sud-sud-est.

## Patrimoine urbain
L'église réformée, classée monument historique, fut construite en 1792 dans un style copf (style Louis XVI hongrois) et consacrée en 1795. Elle fut édifiée à l'initiative du baron Miklós Vay. La famille Vay est intimement liée à l'histoire d'Alsózsolca, ayant contribué pendant plusieurs siècles à son développement économique et culturel.
Le crypte de la famille Vay, connue aujourd'hui sous le nom de Vay-kripta, sert également de maison funéraire. Ce monument historique, construit au XIXe siècle, est le lieu de sépulture de nombreux membres de la famille. Il a conservé sa fonction originelle et, en 1974, un descendant de la famille en a confié l'usage à la localité.
Le château Haller, après la guerre, fut transformé en école communale, puis en foyer pour l'enfance et la jeunesse. Actuellement inoccupé, il est en attente d'une nouvelle affectation.